# Scatella pallida
Scatella pallida är en tvåvingeart som beskrevs av Wirth 1955. Scatella pallida ingår i släktet Scatella och familjen vattenflugor. Inga underarter finns listade i Catalogue of Life.